# 古魯姆湖 (鹽盤)

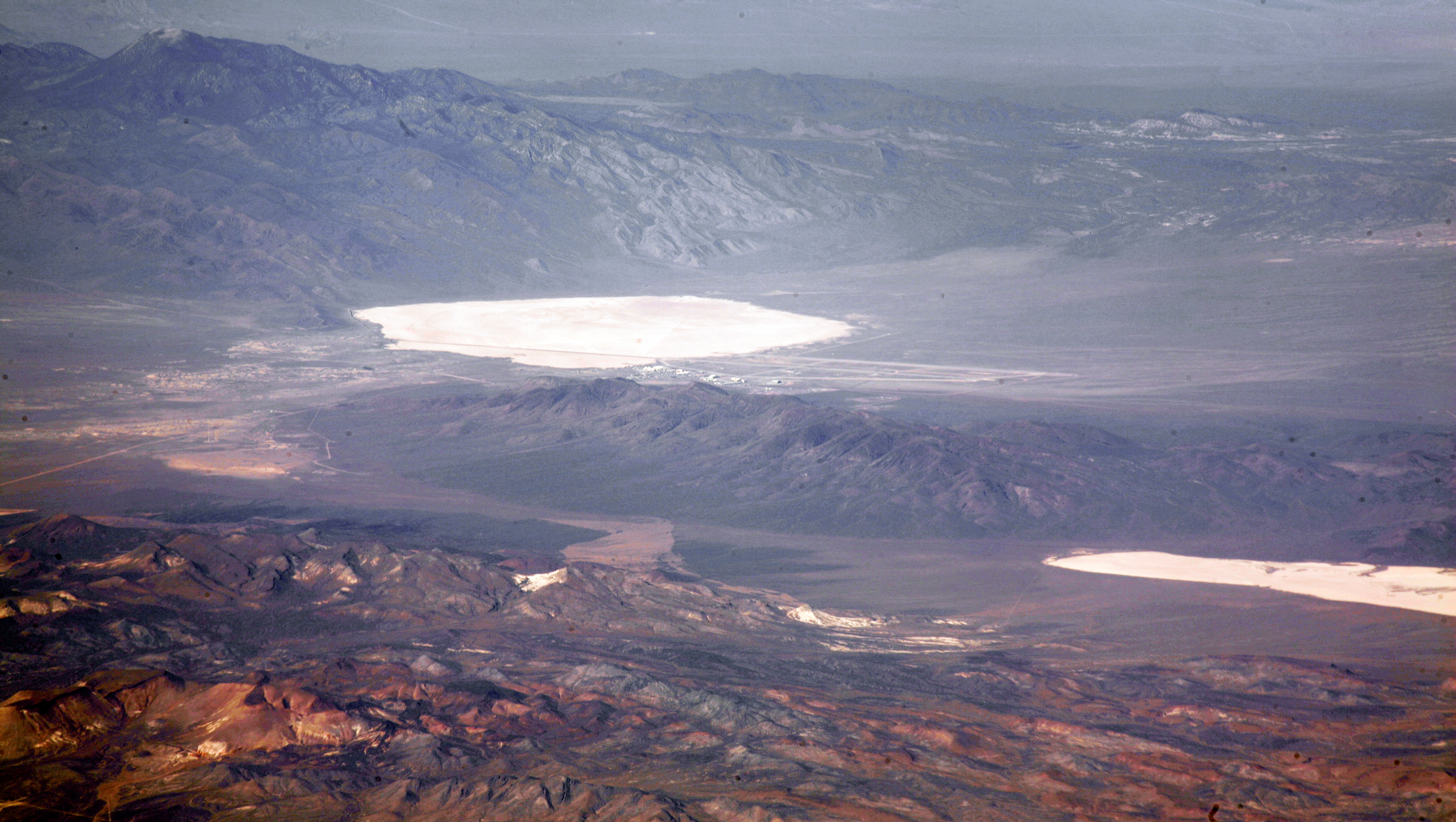
左上方白色的鹽盤就是古魯姆湖

古魯姆湖（英語：Groom Lake）是一個位在内华达州的鹽盤，目前用來作為內華達測試訓練場機場的跑道，而這個機場就是51区。作為美国空军基地設施的一部分，位在瑞秋地區以南25英里（40）。

## 地理
| 地理資訊 | 距離               |
| -------- | ------------------ |
| 海拔     | 4,409英尺（1,344） |
| 南北間距 | 3.7英里（6.0）     |
| 東西間距 | 3英里（4.8）       |
| 圓周     | 11.3英里（18.2）   |